# Geisselhiebe-Polka
Geisselhiebe-Polka, op. 60, är en polka av Johann Strauss den yngre.

## Historia
Johann Strauss den yngres sympatier för revolutionen 1848 kom till ett slut den 6 december samma år då han blev kallad till polisen i Wien för att svara på anklagelsen att han tre dagar tidigare hade framfört Marseljäsen inför publik på krogen Zum grünen Thor i stadsdelen Josefstadt. Strauss svarade om han hade förvägrat publikens önskan kunde det ha utbrutit upplopp och därför gick han motvilligt med på deras begäran. Både före och efter anklagelsen hade Strauss varit utsatt för påhopp i kolumnen Kleine Geisselhiebe (Små gisselslag) i tidningen Der Geissel (Gisslet) om att ha framfört revolutionsvänliga musikstycken. Som ett svar på kritiken skrev Strauss i slutet av december den muntra polkan Geisselhiebe-Polka. Lika snabbt publicerade förlaget klaverutdraget till polkan som gavs ut den 12 januari 1849. I triodelen av polkan citerar Strauss revolutionssångerna Marseljäsen och Das Fuchslied (se Burschen-Lieder) liksom "skrattkören" ur Carl Maria von Webers opera Friskytten (1821).

## Om polkan
Speltiden är ca 3 minuter och 50 sekunder plus minus några sekunder beroende på dirigentens musikaliska tolkning.

## Weblänkar
- Dynastin Strauss 1848 med kommentarer om Geisselhiebe-Polka.
- Geisselhiebe-Polka i Naxos-utgåvan.